# Dunantspitze
Dunantspitze (tyska: även Ostspitze) är en bergstopp i Schweiz. Den ligger i distriktet Visp och kantonen Valais, i den södra delen av landet. Toppen på Dunantspitze är 4 632 meter över havet.
Den högsta punkten i närheten är Dufourspitze, lite väster om Dunantspitze. Några hundra meter österut ligger gränsen till Italien.
Trakten runt Dunantspitze består i huvudsak av kala bergstoppar och isformationer.